# Томас Люті
Томас "Том" Люті (нім. Thomas Lüthi; 6 вересня 1986, Обердіссбах, Швейцарія) — швейцарський мотогонщик, учасник чемпіонату світу з шосейно-кільцевих мотогонок MotoGP. Чемпіон світу у класі 125cc (2005 року). У сезоні 2016 року виступає в класі Moto2 за команду «Garage Plus Interwetten» під номером 12.

## Кар'єра
Батько Томаса в молодості брав участь у регіональних змаганнях з мотоспорту, тому він з дитинства був знайомий з мотоциклами. Люті почав свою кар'єру з гонок на мінібайках.
Дебютну перемогу у гонках серії Гран-Прі швейцарець здобув на Гран-Прі Франції-2006 у Ле-Мані. 6 листопада того ж року Люті виграє свій перший титул чемпіона світу, перемігши на Гран-Прі Валенсії. Він став шостим наймолодшим переможцем в історії чемпіонату. Також Том став першим швейцарцем за останні 20 років, які виграли чемпіонат, після перемоги Штефана Дьорфлінгера в класі 80сс у 1985 році. У тому ж році він став Спортсменом року у Швейцарії.
В наступному сезоні, будучи чинним чемпіоном серії, він зайняв восьме місце в загальному заліку. Після чотирьох повних сезонів у класі 125cc з чеською командою «Elite Grand Prix Team», Люті перейшов до класу 250cc в 2007 році, що означало також перехід з Aprilia на Honda.
На сезон 2015 Том був запрошений в швейцарську команду «Derendinger Racing Interwetten». Маючи за плечима великий досвід успішних змагань, Люті продовжив демонструвати високі результати. Здобувши у сезоні одну перемогу (Гран-Прі Франції) та загалом чотири подіуми, він зайняв п'яте місце в загальному заліку.
На сезон 2016 Том був запрошений австрійським виробником KTM для тестування нового мотоциклу для класу MotoGP RC16, що мав дебютувати у 2017 році.

## Статистика виступів у MotoGP

### У розрізі сезонів
| Сезон | Клас  | Команда                                     | Мотоцикл        | Гонки | Пер | Под | ПП | НК | Очки | Місце |
| ----- | ----- | ------------------------------------------- | --------------- | ----- | --- | --- | -- | -- | ---- | ----- |
| 2002  | 125cc | Elit Grand Prix                             | Honda RS125R    | 7     | 0   | 0   | 0  | 0  | 7    | 27    |
| 2003  | 125cc | Elit Grand Prix                             | Honda RS125R    | 15    | 0   | 1   | 0  | 0  | 68   | 15    |
| 2004  | 125cc | Elit Grand Prix                             | Honda RS125R    | 13    | 0   | 0   | 0  | 0  | 14   | 25    |
| 2005  | 125cc | Elit Grand Prix                             | Honda RS125R    | 16    | 4   | 8   | 5  | 1  | 242  | 1     |
| 2006  | 125cc | Elit - Caffe Latte                          | Honda RS125R    | 16    | 1   | 1   | 0  | 0  | 113  | 8     |
| 2007  | 250cc | Emmi - Caffe Latte Aprilia                  | Aprilia RSA 250 | 17    | 0   | 0   | 0  | 0  | 133  | 8     |
| 2008  | 250cc | Emmi - Caffe Latte                          | Aprilia RSA 250 | 14    | 0   | 2   | 0  | 0  | 108  | 11    |
| 2009  | 250cc | Emmi - Caffe Latte                          | Aprilia RSA 250 | 16    | 0   | 0   | 0  | 0  | 120  | 7     |
| 2010  | Moto2 | Interwetten Moriwaki Moto2                  | Moriwaki MD600  | 17    | 0   | 5   | 0  | 2  | 156  | 4     |
| 2011  | Moto2 | Interwetten Paddock Moto2                   | Suter MMX1      | 17    | 1   | 4   | 1  | 0  | 151  | 5     |
| 2012  | Moto2 | Interwetten-Paddock                         | Suter MMX2      | 17    | 1   | 6   | 1  | 3  | 190  | 4     |
| 2013  | Moto2 | Interwetten Paddock Moto2                   | Suter MMX2      | 15    | 0   | 6   | 0  | 1  | 155  | 6     |
| 2014  | Moto2 | Interwetten Paddock Moto2 Interwetten Sitag | Suter MMX2      | 18    | 2   | 4   | 0  | 2  | 194  | 4     |
| 2015  | Moto2 | Derendinger Racing Interwetten              | Kalex Moto2     | 18    | 1   | 4   | 1  | 3  | 179  | 5     |
| 2016* | Moto2 | Garage Plus Interwetten                     | Kalex Moto2     | 1     | 1   | 1   | 0  | 0  | 25   | 1*    |

Примітка: * — сезон триває, дані наведено станом на після закінчення 1 етапу з 18.